# Польовосундирське сільське поселення
Польовосунди́рське сільське поселення (рос. Полевосундырское сельское поселение) — муніципальне утворення у складі Комсомольського району Чувашії, Росія. Адміністративний центр — присілок Польовий Сундир.

## Населення
Населення — 1408 осіб (2019, 1625 у 2010, 1718 у 2002).

## Склад
До складу поселення входять такі населені пункти:
| Населений пункт           | Населення, осіб (2002) | Населення, осіб (2010) |
| ------------------------- | ---------------------- | ---------------------- |
| Нове Ізамбаєво, присілок  | 253                    | 222                    |
| Нюргечі, присілок         | 514                    | 518                    |
| Польові Інелі, присілок   | 306                    | 280                    |
| Польовий Сундир, присілок | 232                    | 205                    |
| Степне Яниково, присілок  | 273                    | 274                    |
| Твеняшево, присілок       | 140                    | 126                    |